# Cham (Alemania)
Cham es una ciudad alemana en el este del estado federado de Baviera, en la región Alto Palatinado (Oberpfalz). Es capital de la comarca de mismo nombre (Landkreis Cham).

## Geografía
Está situada sobre el río Regen, un afluente del Danubio. 
Desde 1981 está hermanada con la localidad suiza de Cham.